# Mistrzostwa Polski w Biathlonie 2016
49. Mistrzostwa Polski w biathlonie odbyły się pomiędzy 21–23 marca 2016 roku w Jakuszycach. Początkowo zawody miały także zostać rozegrane w dniach 28–30 grudnia 2015 w Dusznikach-Zdroju, jednakże z powodu problemów z brakiem śniegu organizatorzy postanowili odwołać zawody. Wskutek zmiany programu biathloniści i biathlonistki rywalizowali w 4 konkurencjach (sprint, sztafeta).

## Mężczyźni

### Sprint
- Dystans: 10 km
- Data: 23 marca 2016
- Wyniki[2]

| Medal  | Zawodnik               | Klub                             | Strzelanie | Wynik   | Strata  |
| ------ | ---------------------- | -------------------------------- | ---------- | ------- | ------- |
| złoto  | Grzegorz Guzik         | BLKS Żywiec                      | 1+0        | 25:59,4 | –       |
| srebro | Łukasz Szczurek        | BKS WP-Kościelisko               | 0+1        | 26:29,7 | +30,3   |
| brąz   | Rafał Penar            | AZS AWF Katowice                 | 1+0        | 26:51,0 | +51,6   |
| 4.     | Andrzej Nędza-Kubiniec | BKS WP-Kościelisko               | 1+2        | 26:59,3 | +59,9   |
| 5.     | Krzysztof Pływaczyk    | BKS WP-Kościelisko               | 1+0        | 27:20,8 | +1:21,4 |
| 6.     | Tomasz Zięba           | BKS WP-Kościelisko /SMS Zakopane | 2+1        | 27:39,0 | +1:39,6 |
| 7.     | Marcin Szwajnos        | BKS WP-Kościelisko /SMS Zakopane | 1+0        | 27:55,3 | +1:55,9 |
| 8.     | Kamil Cymerman         | AZS AWF Katowice                 | 0+1        | 28:17,2 | +2:17,8 |
| 9.     | Tomasz Jurczak         | AZS AWF Wrocław                  | 0+2        | 28:23,0 | +2:23,6 |
| 10.    | Tadeusz Nędza-Kubiniec | BKS WP Kościelisko /SMS Zakopane | 1+1        | 28:36,1 | +2:36,7 |

### Sztafeta
- Data: 22 marca 2016
- Wyniki[3]

| Medal  | Zawodnicy                   | Klub                                                                         | Strzelanie | Wynik     | Strata   |
| ------ | --------------------------- | ---------------------------------------------------------------------------- | ---------- | --------- | -------- |
| złoto  | BKS WP-Kościelisko          | Andrzej Nędza-Kubiniec, Tomasz Zięba, Tomasz Jakieła, Łukasz Szczurek        | 3+13       | 1:29:02,5 | –        |
| srebro | AZS AWF Katowice            | Aleksander Piech, Kamil Cymerman, Marcin Piasecki, Rafał Penar               | 1+13       | 1:31:27,6 | +2:25,1  |
| brąz   | BKS WP-Kościelisko II       | Tadeusz Nędza-Kubiniec, Krzysztof Pływaczyk, Paweł Leja, Marcin Szwajnos     | 3+15       | 1:33:54,6 | +4:52,1  |
| 4.     | AZS AWF Wrocław             | Robert Szczepaniak, Mateusz Janik, Tomasz Jurczak, Mariusz Wtorek            | 4+19       | 1:39:25,7 | +10:23,2 |
| 5.     | MKS Karkonosze Jelenia Góra | Dominik Michalski, Kacper Bergański, Łukasz Jedziniak, Mikołaj Miś           | 11+23      | 1:44:49,7 | +15:47,2 |
| 6.     | MKS Duszniki Zdrój          | Norbert Leszczyński, Łukasz Sidorowicz, Łukasz Bałęczny, Krzysztof Studniarz | 9+20       | 1:49:58,0 | +20:55,5 |
| DNF    | UKN Melafir Czarny Bór      | Wojciech Filip, Krystian Kałużny, Damian Marczak, Przemysław Pancerz         | (4+15)     | (49:33,0) | –        |

## Kobiety

### Sprint
- Dystans: 7,5 km
- Data: 23 marca 2016
- Wyniki[4]

| Medal  | Zawodniczka       | Klub                                              | Strzelanie | Wynik   | Strata  |
| ------ | ----------------- | ------------------------------------------------- | ---------- | ------- | ------- |
| złoto  | Krystyna Guzik    | AZS AWF Katowice                                  | 1+1        | 21:53,3 | –       |
| srebro | Kinga Mitoraj     | BKS WP-Kościelisko/SMS Zakopane                   | 0+1        | 22:37,8 | +44,5   |
| brąz   | Anna Mąka         | BKS WP-Kościelisko                                | 0+1        | 22:53,9 | +1:00,6 |
| 4.     | Karolina Pitoń    | BKS WP-Kościelisko                                | 1+2        | 23:01,9 | +1:08,6 |
| 5.     | Magdalena Gwizdoń | BLKS Żywiec                                       | 0+1        | 23:06,4 | +1:13,1 |
| 6.     | Beata Lassak      | BKS WP-Kościelisko/SMS Zakopane                   | 0+0        | 23:36,7 | +1:43,4 |
| 7.     | Kamila Żuk        | MKS Duszniki Zdrój /SMS Duszniki Zdrój            | 3+1        | 23:37,5 | +1:44,2 |
| 8.     | Joanna Jakieła    | BKS WP Kościelisko /SMS Zakopane                  | 2+2        | 25:56,6 | +4:03,3 |
| 9.     | Patrycja Rutecka  | MKS Karkonosze Jelenia Góra /SMS Szklarska Poręba | 1+0        | 26:08,6 | +4:15,3 |
| 10.    | Marcelina Badacz  | MKS Karkonosze Jelenia Góra /SMS Szklarska Poręba | 1+0        | 26:11,2 | +4:17,9 |

### Sztafeta
- Data: 22 marca 2016
- Wyniki[5]

| Medal  | Zawodniczki                 | Klub                                                                      | Strzelanie | Wynik     | Strata   |
| ------ | --------------------------- | ------------------------------------------------------------------------- | ---------- | --------- | -------- |
| złoto  | BKS WP-Kościelisko          | Anna Mąka, Beata Lassak, Karolina Pitoń, Kinga Mitoraj                    | 0+13       | 1:17:06,1 | –        |
| srebro | AZS AWF Katowice            | Karolina Batożyńska, Monika Hojnisz, Patrycja Hojnisz, Krystyna Guzik     | 4+11       | 1:20:20,0 | +3:13,9  |
| brąz   | BKS WP-Kościelisko II       | Catherine Spierenburg, Natalia Tomaszewska, Magda Piczura, Joanna Jakieła | 6+19       | 1:29:49,3 | +12:43,2 |
| 4.     | MKS Karkonosze Jelenia Góra | Patrycja Rutecka, Magdalena Badacz, Klaudia Szpak, Natalia Taterka        | 1+14       | 1:30:29,6 | +13:23,5 |
| 5.     | MKS Duszniki Zdrój          | Daria Bernacka, Karolina Turkowicz, Kamila Żuk, Paulina Krzyżak           | 8+15       | 1:31:24,1 | +14:18,0 |